# Rossura
Rossura (in tedesco Rossur, desueto, in dialetto ticinese Rosüra) è una frazione di 62 abitanti del comune svizzero di Faido, nel Canton Ticino (distretto di Leventina).

## Geografia fisica
Situato su un pianoro, è formato quasi esclusivamente da case tipiche leventinesi in legno con tetti in piode.

## Storia

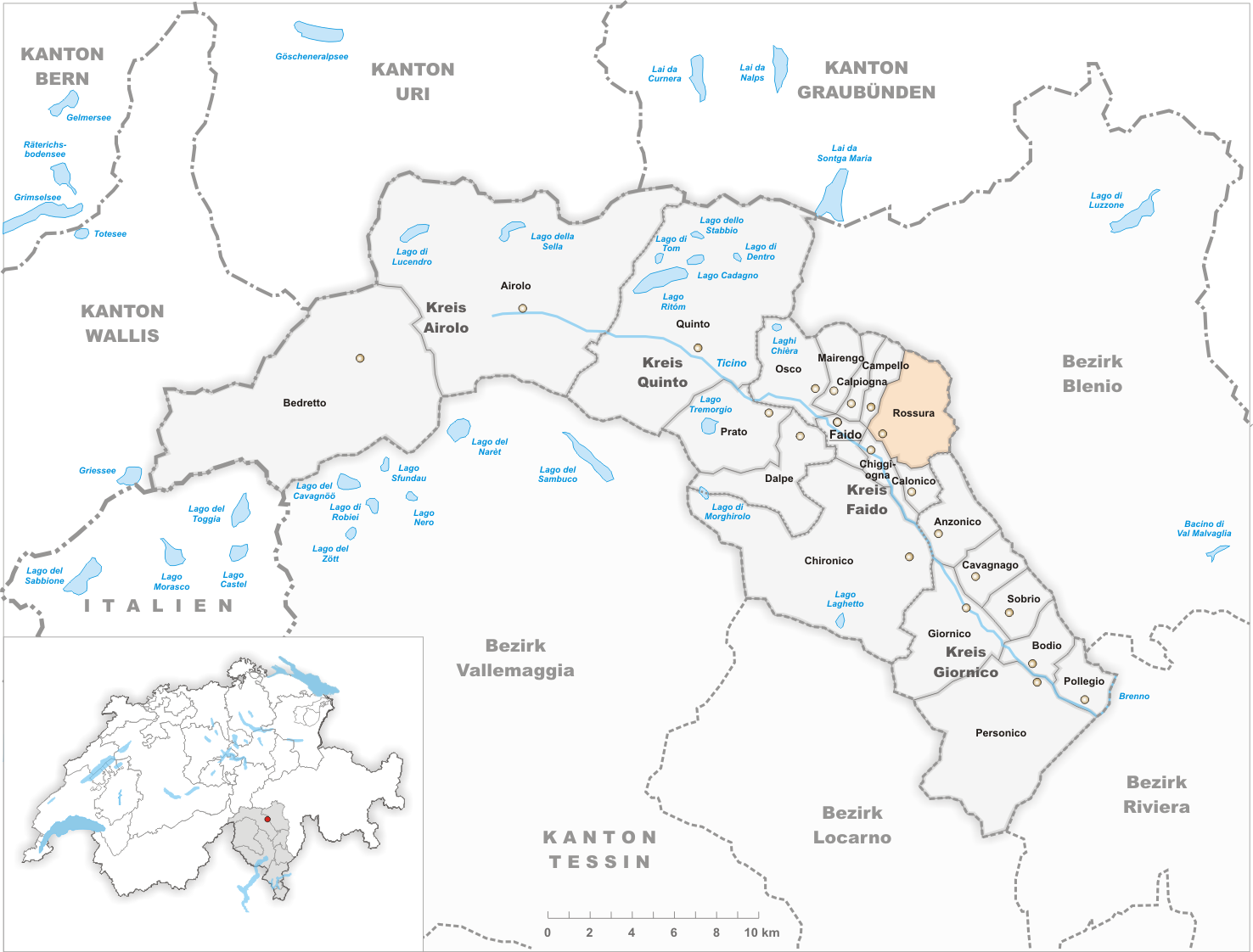
Il territorio del comune di Rossura prima degli accorpamenti comunali del 2006

Già comune autonomo istituito nel 1837 per scorporo dal comune di Chiggiogna e che si estendeva per 14,63 km², nel 2006 è stato accorpato al comune di Faido assieme agli altri comuni soppressi di Calonico e Chiggiogna.
Nell'inverno 1950-1951, una valanga originatasi dal monte Crostel distrusse un edificio agricolo.

## Monumenti e luoghi d'interesse

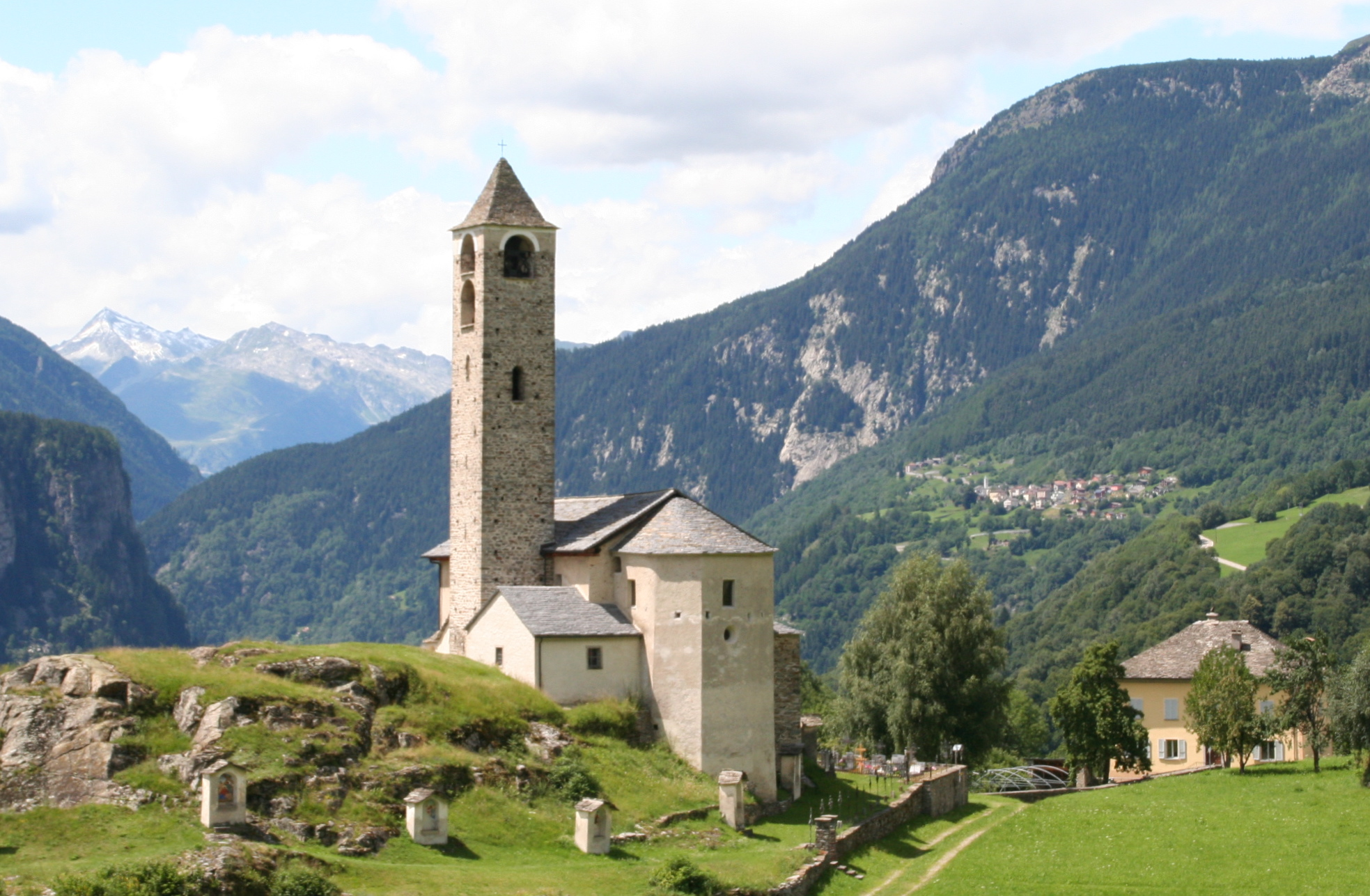
La chiesa dei Santi Lorenzo ed Agata

- Chiesa dei Santi Lorenzo ed Agata, attestata nel 1247[1];
- Cappelle della Via Crucis (1755)[senza fonte];
- Oratorio di San Rocco, edificata dopo il 1750[senza fonte];
- Oratorio di Sant'Antonio da Padova in località Tengia, costruito fra il 1715 e il 1727[senza fonte];
- Chiesa parrocchiale di San Giacomo il Maggiore in località Molare, fondata nel 1419[3] su un preesistente edificio romanico[1];
- Case rurali alpine in località Tengia, con muri in pietra a vista e tetto in piode[senza fonte];
- Vecchio mulino per la macinazione dei cereali[senza fonte].

## Società

### Evoluzione demografica
L'evoluzione demografica è riportata nella seguente tabella:
Abitanti censiti